# アラビア神話
アラビア神話（アラビアしんわ、アラビア語: ميثولوجيا عربية）とは、イスラム教が普及する以前の、彼らが言うところのいわゆる「ジャーヒリーヤ」（無明時代）に、アラビア半島で信奉されていた神話体系のこと。他の周辺地域と同じく、多神教であり、様々な神がいた。

## 主な神々
- フバル（英語版）（Hubal）
- アッラーフ（Allah）
- アッラート（Allat）
- アル・ウッザー（Al-Uzza）
- マナート（Manat）